# Paris Masters 2000
Il Paris Masters 2000 (conosciuto anche come BNP Paribas Masters per motivi di sponsorizzazione) è stato un torneo di tennis che si è giocato sul Sintetico indoor. È stata la 29ª edizione del Paris Masters, che fa parte della categoria ATP Masters Series nell'ambito dell'ATP Tour 2000. Il torneo si è giocato nel Palais omnisports de Paris-Bercy di Parigi in Francia, dal 13 novembre al 20 novembre 2000.

## Campioni

### Singolare
Marat Safin ha battuto in finale  Evgenij Kafel'nikov con il punteggio di 3–6, 7–6(7), 6–4, 3–6, 7–6(8).

### Doppio
Nicklas Kulti /  Maks Mirny hanno battuto in finale  Paul Haarhuis /  Daniel Nestor con il punteggio di 6–4 7–5.